# Iodophanus carneus

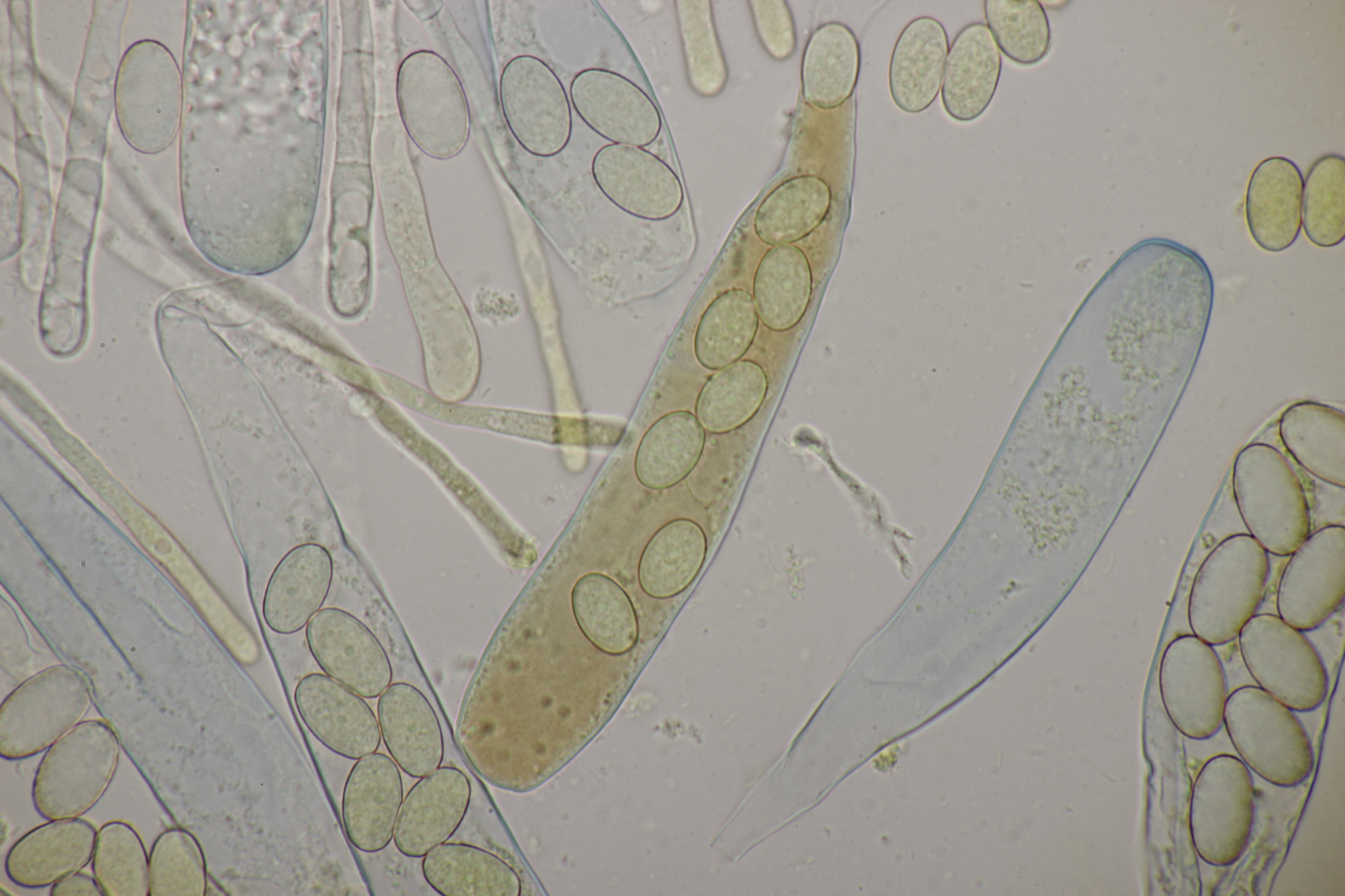
Worki z zarodnikami

Iodophanus carneus (Pers.) Korf – gatunek grzybów należący do rodziny kustrzebkowatych (Pezizaceae).

## Systematyka i nazewnictwo
Pozycja w klasyfikacji według Index Fungorum: Iodophanus, Pezizaceae, Pezizales, Pezizomycetidae, Pezizomycetes, Pezizomycotina, Ascomycota, Fungi.
Po raz pierwszy opisał go w 1801 r. Christiaan Hendrik Persoon, nadając mu nazwę Ascobolus carneus. Obecną nazwę nadał mu Richard Paul Korf w 1967 r.
Ma 15 synonimów. Niektóre z nich:
- Ascophanus carneus (Pers.) Boud. 1869
- Pyronema carneum (Pers.) J. Schröt. 1893[2].

## Morfologia
Owocniki o średnicy 1–3 (4) mm, różowe, cieliste lub pomarańczoworóżowe, z lepko-łuskowatym środkiem, najpierw kuliste, potem półkuliste, na koniec spłaszczone, siedzące. Miąższ pomarańczowy lub różowo-pomarańczowy, miękki. Worki 90–200 × 20–30 µm, ośmiozarodnikowe, z zarodnikami leżącymi w dwóch rzędach. Parafizy proste, cylindryczne, o szerokości 4–8 µm z przegrodami, amyloidalne. Zarodniki szkliste, w masie białe, 15–21 × 8–12,5 µm, eliptyczne.

## Występowanie i siedlisko
Iodophanus carneus występuje na całym świecie. W Europie występuje na całym obszarze i podano liczne jego stanowiska. W Polsce M.A. Chmiel w 2006 r. podała kilkanaście stanowisk, w późniejszych latach podano następne.
Grzyb koprofilny występujący na odchodach zwierząt roślinożernych.